# Mantou

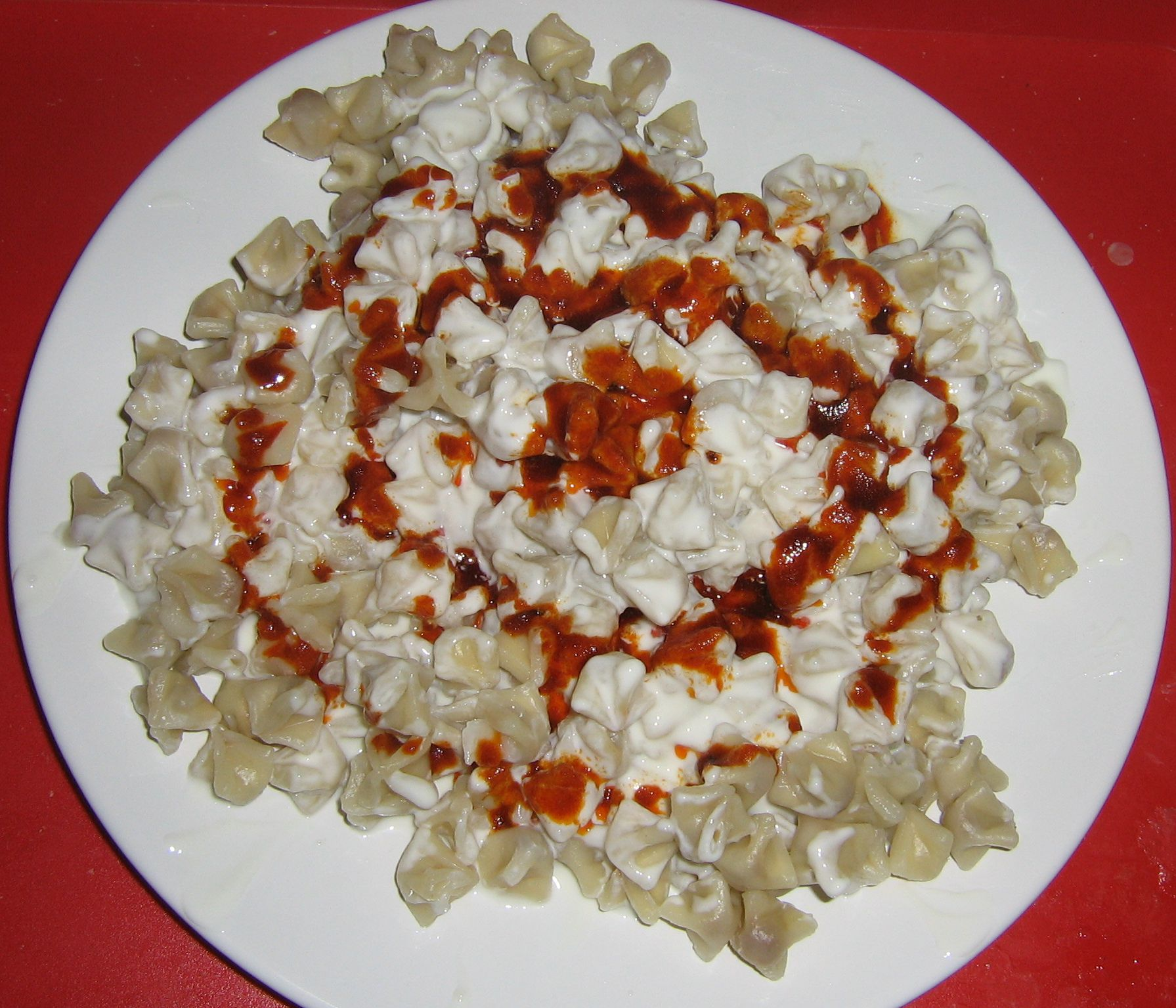
Mantı turco.

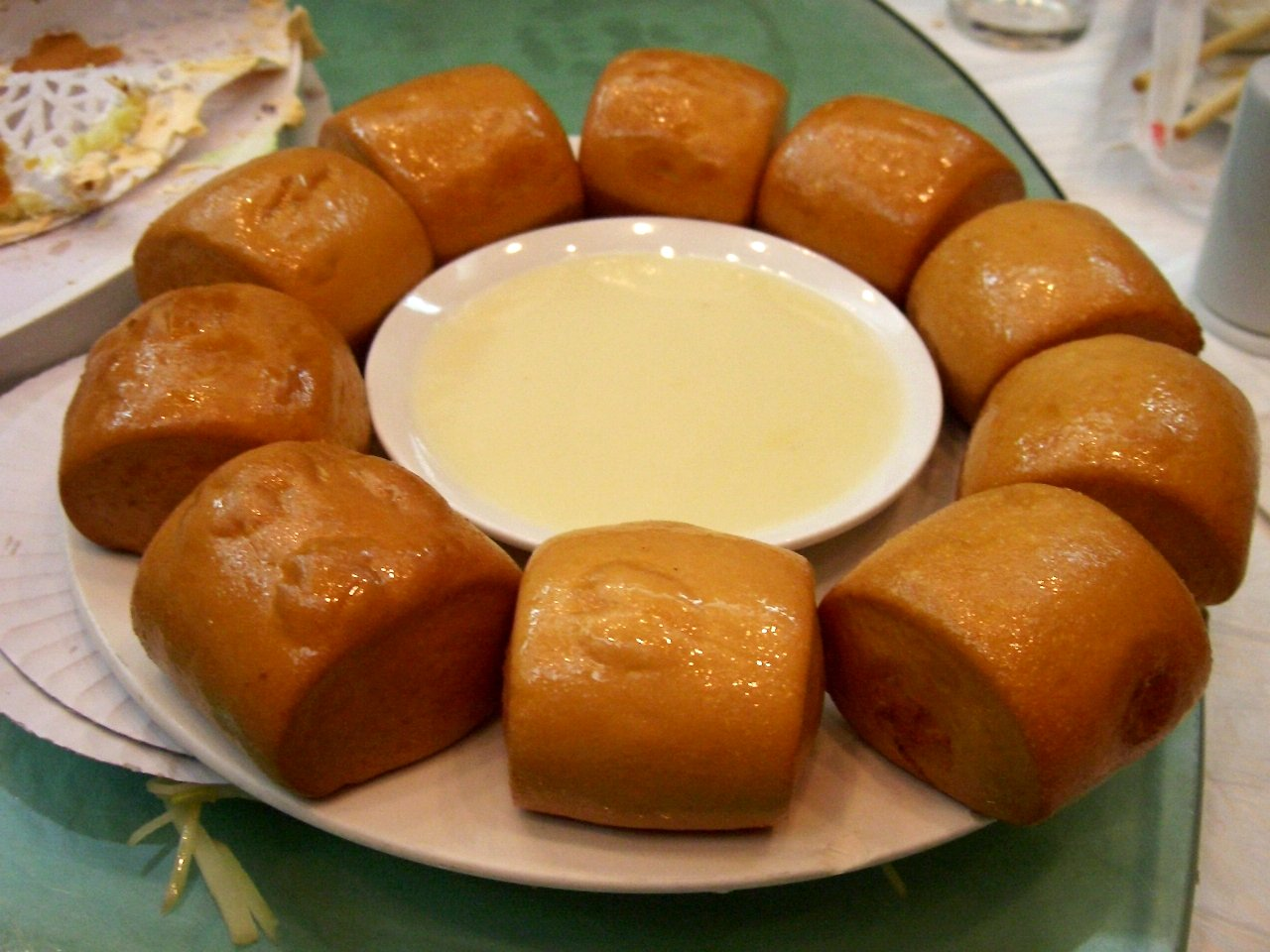
mantou frito- un plato dulce.

El mantou (chino simple: 馒头; chino tradicional: 饅頭; hanyu pinyin: mántóu), es conocido como panecillos chinos al vapor, se trata de un tipo de pan que se sirve en los platos del norte de China. Están elaborados con harina de trigo, agua y levaduras, tienen las mismas cualidades nutricionales que el pan blanco que se come en occidente. Estos panecillos tienen un tamaño que va desde los 4 cm, servidos en los más elegantes restaurantes, hasta los de 15 cm.